# Lind i Västergötland
Lind i Västergötland är en svensk adlig ätt från Västergötland, adlad 1575 och introducerad 1634 på Sveriges Riddarhus. Utdöd på 1600-talet.
Vapen: en lind med tre gröna blad mot gul botten

## Historia
Gustaf Elgenstierna anför i Den introducerade svenska adelns ättartavlor: 
| ”                                                                   | När överstelöjtnanten Peder Lind den 21 januari 1640 introducerades på riddarhuset, skedde detta på grund av »hans bref, daterat anno 1575 den 30 juni, av konung Johan givit». Utan tvivel var detta det frälsebrev, som utfärdades för Anders Persson Vestgöte, ur vilket utdrag, innehållande vapenbeskrivning mm, finnes i riksarkivet jämte vapenritning (RA, Biogr. V 78), ehuru där angives, att denne adlades 1575-02-00. | „ |
| – Gustaf Elgenstierna, Den introducerade svenska adelns ättartavlor | |   |

Gustaf Elgenstierna anför vidare: 
| ”                                                                   | Otvivelaktigt voro de båda frälsesläkter, som blevo introducerade med namnen Lind af Hageby och Lind i Västergötland, med varandra nära befryndade. Därpå tyder såväl, att båda föra samma vapenbild, en förgylld lindkvist med tre gröna löv, som att bådas stamfader även före introduktionen förde släktnamnet Lind. Några bevis för att de hade gemensamt ursprung, på sätt Anrep uppgiver – vilket han icke hämtat från riddarhusstamtavlorna – finnas däremot icke, och förhållandet torde icke heller vara sannolikt. | „ |
| – Gustaf Elgenstierna, Den introducerade svenska adelns ättartavlor | |   |

## Personer med namnet
1. Anders Persson Lind (Västgöte) till Giärsbo samt Gerum i Gerums socken, Skaraborgs län. Adlad av konung Johan III 1575- Han levde ännu 1621-06-29, då han sålde Giärsbo till sonen Erik Andersson.[1]
  1. Anders Andersson, till Gerum. [1]
    1. En dotter. Gift med Olof Nilsson.[1]
    2. Kerstin Andersdotter, levde 1642. Gift 1:o 1597-11-09 på Gerum (morgongåvobrev 1597-11-10) (SH, liber caus. vol. K9 (OA.).) med Jöran Jönsson, till Silatorp, död före 1614-02-00. 2:o med Johan Håkansson.[1]
    3. Brita Andersdotter, levde 1666. Gift med sin frände Christoffer Månsson (Lilliehöök af Gälared och Kolbäck, nr 66) i hans 2:a gifte.[1]
    4. Erik Andersson Lind till Fänestad i Forsheda socken, Jönköpings län, som han erhöll med sin hustru, och Giärsbo i Tvärreds socken, Älvsborgs län, som han köpte av fadern 1621. Gift före 1604 med Anna Persdotter, dotter av Per Persson (halvhjort) till Sjögeryd och Anna Nilsdotter.[1]
      1. Peder Lind till Giärsbo. Introducerad 1640-01-21 under nr 262 med namnet Lind i Västergötland. Överstelöjtnant vid Kronobergs regemente 1640-03-08. Död barnlös före 1643-05-00, och slöt ätten på svärdssidan. Gift med Barbara Anna von Hyttern (von Höten), vilken ägde Giärsbo ännu 1660. [1]
      2. Edla Lind, till Svensås i Holtsljunga, socken Älvsborgs län, levde 1653. Hon blev vid lagmanstinget i Bogesund 1630-06-05 fullständigt friad från ett rykte om sedlighetsbrott med brodern och barnamord 1626, vilket en landbo och hans hustru av arghet utspritt.[2] [1]
      3. Brita Lind, till Svensås, levde 1653.  [1]
      4. Kerstin Lind, nämndes 1628.[2] [1]